# Меркель, Майя Максовна
Майя Максовна Меркель (11 мая 1927 — 30 марта 2015, Москва) — советский и российский режиссёр, сценарист и оператор неигрового кино, писатель. Заслуженный деятель искусств Российской Федерации (2001).

## Биография
Майя Меркель родилась 11 мая 1927 года.
В 1951 году окончила операторский факультет Государственного института кинематографии (ВГИК). Первой операторской работой стала картина «Длинный день» (1961) режиссёра Рафаила Гольдина. С 1970-х годов начала снимать авторские фильмы. Работала на киностудии имени М. Горького, Свердловской киностудии, «Моснаучфильме».
Автор и режиссёр художественно-публицистических и авторских неигровых документальных фильмов.
Была академиком Академии кинематографических искусств «Ника» и Национальной академии киноискусств и наук России, членом Союза кинематографистов России, Союза журналистов, членом гильдии кинодраматургов и режиссёров Союза кинематографистов России.
Умерла 30 марта 2015 года на 88-м году жизни в Москве в Городской клинической больнице № 23. Похоронена на Введенском кладбище.

## Награды и номинации
- Заслуженный деятель искусств России (2001).
- Номинация на премию «Ника» за лучший неигровой фильм («Божественная Жизель»).

## Фильмография

### Режиссёр
Документальные фильмы:
- 1965 — Сегодня премьера (Ленинградская студия документальных фильмов; о создании Георгием Товстоноговым спектакля «Три сестры»)
- 1967 — Perpetuum mobile. Вечное движение (Свердловская киностудия; о хореографе Игоре Моисееве)
- 1973 — О кино, кино! (Свердловская киностудия; о выдающемся мастере отечественного искусства Сергее Герасимове)
- 1984 — Крестьянское гнездо (Таллинфильм)
- 1990 — Жизнь после смерти (киностудия им. Горького; о знаменитом физике, лауреате Нобелевской премии Льве Ландау)
- 1991 — Русская (Санкт-Петербургская студия документальных фильмов; рассказ о трагической судьбе американки русского происхождения Doroti Ponomareff (Дарья Пономарёва))
- 1997 — Божественная Жизель (Госкино РФ, АО «Фора-Фильм»; посвящён великой русской балерине Ольге Спесивцевой)
- 2002 — Статс-дама при императорском портрете (о княгине Екатерине Романовне Дашковой)
- 2009 — 12 апреля (о первом космонавте Юрии Гагарине)

### Сценарист
Документальные фильмы:
- 1973 — О кино, кино!
- 1973 — Трамвай идёт по городу
- 1974 — Вторник, четверг, суббота Натальи Бессмертновой
- 1974 — Задача
- 1975 — Класс-концерт
- 1977 — Мукаррам-апа и сорок красавиц
- 1981 — Мелодии, прожившие века
- 1997 — Божественная Жизель.

### Оператор
- 1958 – Тихий Дон (фильм, 1958)
- 1961 — Длинный день